# Geschichte der Gemeinde Risch
|  | 1064 | Erste urkundliche Erwähnung von Dersbach in den Acta Murensia.                                                                                     |
|  | 1111 | Schenkung des Hofes Gangolfswil an das Kloster Muri.                                                                                               |
|  | 1159 | Erste Erwähnung des Standortes der Kirche St. Verena in 'Rische'.                                                                                  |
|  | 1250 | Die Herrschaft Buonas wird von den Hertensteinern übernommen.                                                                                      |
|  | 1486 | Gangolfswil wird zugerische Vogtei. |
|  | 1506 | Peter von Hertenstein geleitet die ersten Schweizergardisten nach Rom.                                                                             |
|  | 1709 | Bau des Schützenhauses - Holzhäusern wird Zentrum der Vogtei Gangolfswil.                                                                          |
|  | 1726 | Erster Schulunterricht in Gangolfswil. |
|  | 1798 | Die Vogtei Gangolfwil und die Herrschaft Buonas werden aufgehoben. Die Munizipalität Risch entsteht. Gemeindeversammlungen finden in Buonas statt. |
|  | 1847 | Der Sonderbundskrieg wird in Gisikon, Meierskappel und Risch ausgetragen.                                                                          |
|  | 1864 | Einweihung des Kreuzungsbahnhofes Rotkreuz. |
|  | 1873 | Die Gemeindekanzlei wird in Buonas eingerichtet.                                                                                                   |
|  | 1904 | Erstes, mit Strom versorgtes Gebäude. |
|  | 1940 | IPSA eröffnet die erste Erdölraffinerie der Schweiz in Rotkreuz.                                                                                   |
|  | 1959 | Die Gemeindekanzlei zieht nach Rotkreuz. |
|  | 1986 | Bau des Rathauses in Rotkreuz. |
|  | 2007 | Umbenennung in praxi in Risch Rotkreuz. |
|  | 2009 | 850-Jahre Risch. |
|  | 2012 | Die Einwohnerzahl überschreitet die Grenze von 10'000.                                                                                             |

Die urkundliche Geschichte der Gemeinde Risch beginnt im Mittelalter, als das Gebiet in die Herrschaft Buonas und die Vogtei Gangolfswil unterteilt war und erste Orte wie Dersbach (1064), Gangolfswil (um 1150) und Risch (1159) erstmals erwähnt wurden. Mit dem militärischen Eingriff Frankreichs 1798, der die Untertanenverhältnisse beseitigte, erfolgte der Zusammenschluss der Herrschaft und der Vogtei. Die neu gegründete Gemeinde wurde nach der Pfarrei der Kirche St. Verena in Risch benannt. Schon früh war die Gemeinde ein wichtiger Verkehrsknotenpunkt. In der Geschichte der Gemeinde Risch ist auf wichtige Abschnitte der Schweizer Geschichte zu stossen, zum Beispiel durch die 1506 durch Peter von Hertenstein in Buonas in die Wege geleitete Schweizergarde, den Sonderbundskrieg 1848 auf dem Boden von Meierskappel, Gisikon und Risch und der Errichtung der ersten Erdölraffinerie der Schweiz im Zweiten Weltkrieg. Nach dem Zweiten Weltkrieg entwickelte sich die Gemeinde zu einem wichtigen und attraktiven Gewerbestandort (unter anderem Pharmazie) der Schweiz.

## Allgemeine Geschichte

### Urgeschichte
Die ältesten Siedlungsspuren in den flachen Bereichen des Seeufers bei Oberrisch, Buonas und Zwijern stammen aus der Pfyner Kultur (3800 bis 5800 v. Chr.). Am dichtesten war das Gebiet entlang des Schwarzbaches in Dersbach besiedelt; dortige Niederlassungen gehören zu den ältesten Jungsteinzeit-Siedlungen. Die Fundorte weisen reichhaltige Funde mit Tonscherben und Waffen auf; Funde einer Handmühle in Schwarzbach und eines Kornquetschers in Oberrisch lassen auf Ackerbau schliessen. In Zweiern wurden römische Urnengräber sowie Nachweise zweier Siedlungsplätze der Bronzezeit gefunden. Aufgrund des Baus eines römischen Heerweges vom Rhein über Risch – Küssnacht – Brünig nach Italien und des römischen Besitzes Helvetiens werden immer wieder römische oder gallorömische Funde gemacht. Der Flurname Alznach ist auf den gallo-römischen Ortsnamen Alciniacum zurückzuführen. Viele der weiteren Flurnamen lassen auf eine spätere Besiedelung durch Alamannen schliessen.

### Vor Gründung der Gemeinde in Mittelalter und Reformation (bis 1798)
Das Frühmittelalter ist durch die Spuren einer der ältesten Kirchen des Kantons Zug belegt. Unter der heutigen barocken Kirche St. Verena von 1680–1684 befinden sich die Fundamente eines wahrscheinlich bereits im 8. Jahrhundert errichteten Gotteshauses. Aus dem Frühmittelalter lassen sich auch die -wil- und die -ikon-Ortsnamen erklären. Im 8. Jahrhundert wurde die erste Kirche in Risch erbaut. Ab 1000 tauchen die ersten Grundherrschaften sowie die ersten urkundlichen Erwähnungen von Orten wie Dersbach (1064), Gangolfswil (um 1150) und Risch (1159) auf.

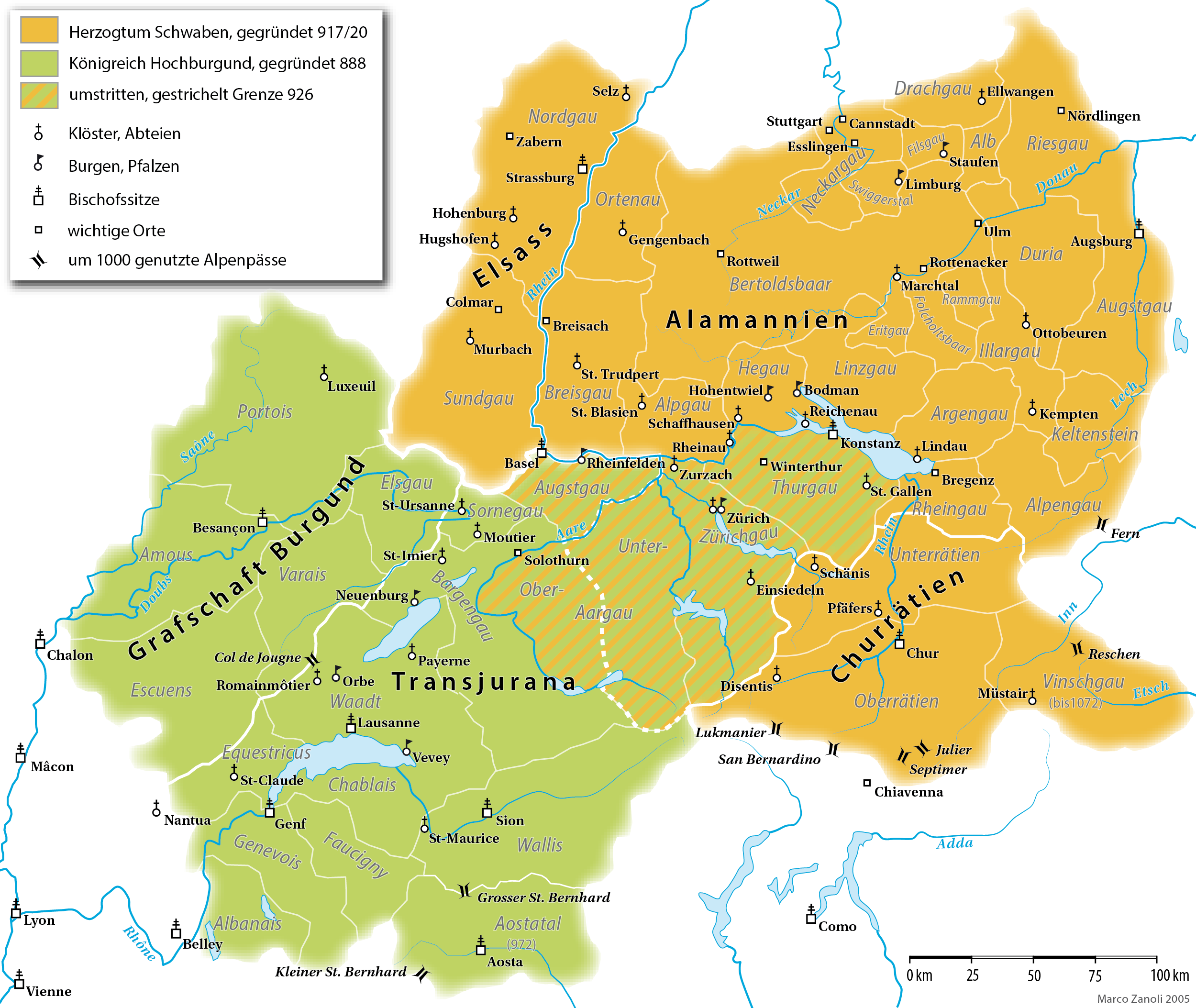
Das Gebiet der Gemeinde lag im Jahre 1000 im Zürichgau an der Grenze zu Aargau

Kaiser Karl der Grosse (742–814) hatte ein gewaltiges Reich, das von der Nordsee bis nach Spanien reichte, in Gaue eingeteilt. Zu dieser Zeit war das Gebiet der heutigen Gemeinde Risch grösstenteils unter dem Kloster Muri und dem Schloss Buonas aufgeteilt. Weitere, kleinere Besitze waren dem Kloster Frauenthal, St. Leodegar Luzern, dem Kloster Engelberg sowie dem Kloster Kappel zugeordnet. Das Gebiet lag im Herzogtum Schwaben an der Grenze zum Aargau und somit dem Königreich Burgund (Herzogtum Hochburgund).
Durch die ältesten Habsburger Grafen gelangten die nördlichen Gebiete der heutigen Gemeinde Risch zwischen 1096 und 1111 mit dem Hof Gangolfswil an das im Jahre 1027 gegründete Kloster Muri. Papst Hadrian IV. stellte das Kloster Muri in einer im Lateran in Rom ausgestellten Urkunde am 28. März 1159 unter seinen Schutz, in welcher die Kirche Risch als ecclesia Rishe erstmals urkundlich erwähnt wird. Um 1298 wechselte das Patronatsrecht vom Kloster Muri zur auf Schloss Hertenstein (heute Schloss Buonas) lebenden Familie von Hertenstein.

#### Die Grundherrschaft Buonas (11. Jahrhundert–1798)

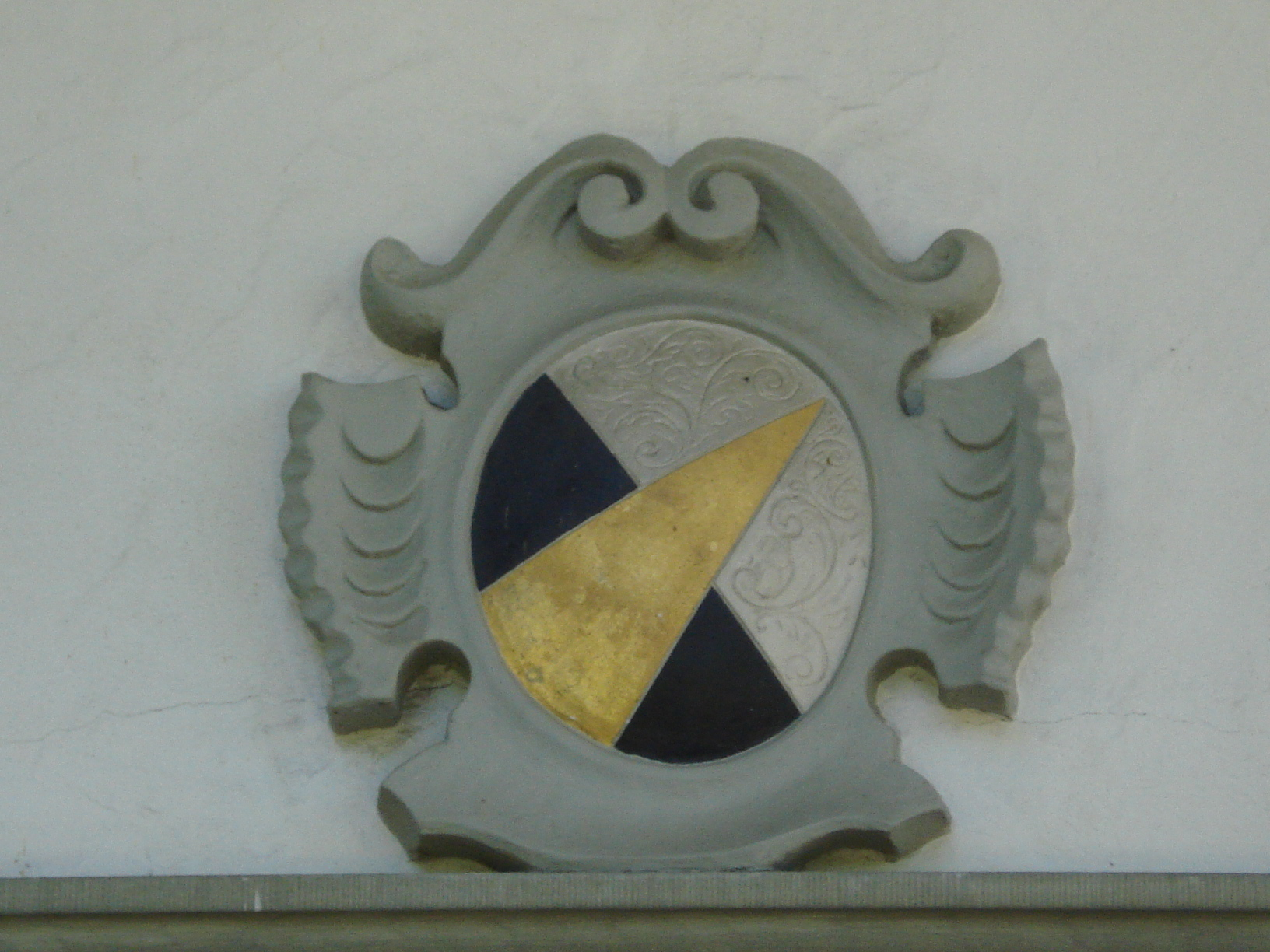
Das Wappen der Herrschaft Buonas (hier an der Kirchenmauer in Risch)

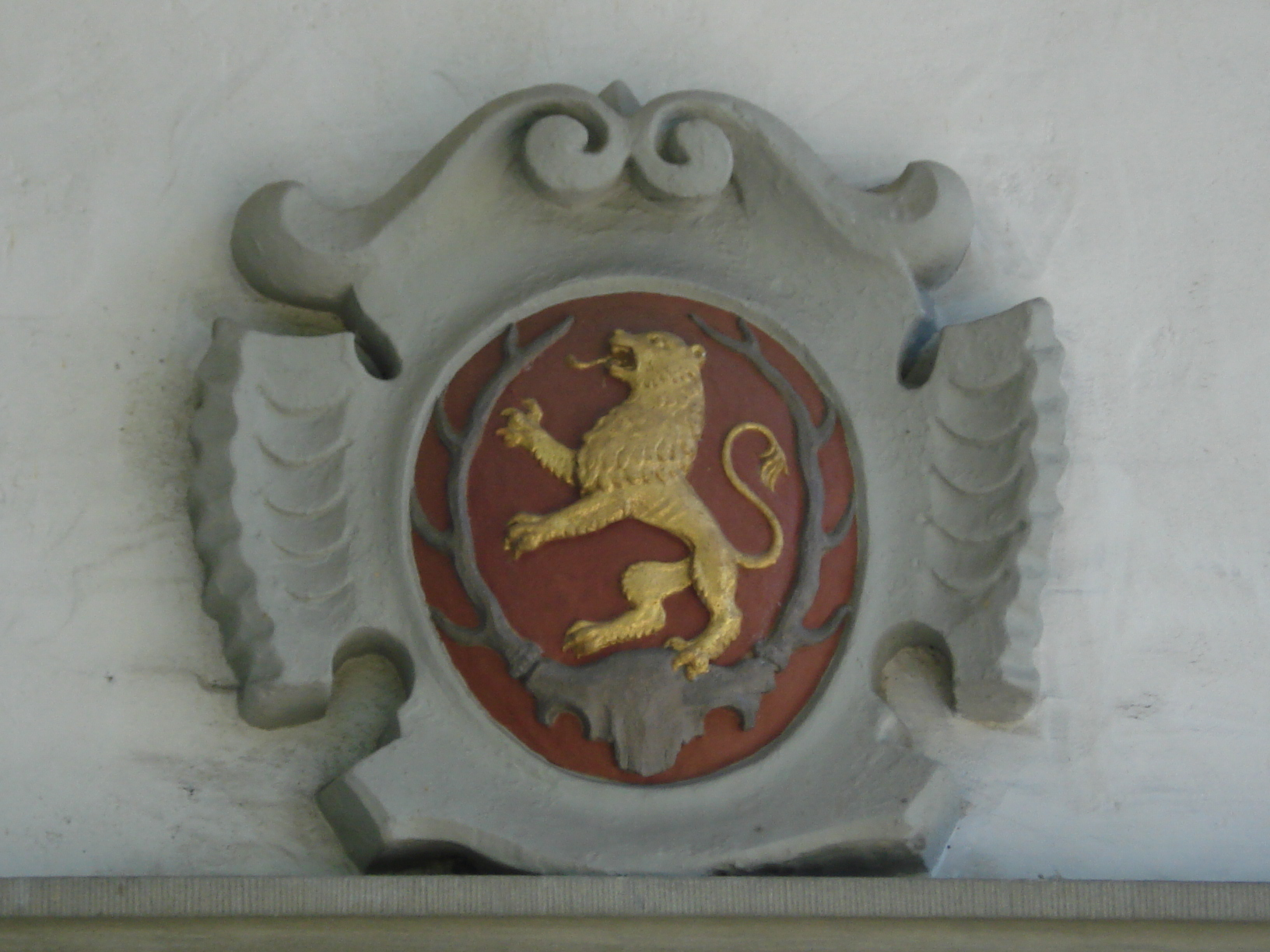
Das Wappen der Hertensteiner (hier an der Kirchenmauer in Risch)

Die Grundherrschaft Buonas kann bis ins 11. Jahrhundert nicht beschrieben werden, da viele lockere Bündnisse existierten. Als erster nach Buonas benannter Ritter wird Immo von Buonas in den Acta Murensia genannt. Er lebte im 12. Jahrhundert in der Burg Buonas, welche vermutlich zu dieser Zeit errichtet wurde. Durch die einhundert Jahre spätere Heirat von Adelheid von Buonas mit Ulrich von Hertenstein gingen Schloss und Herrschaft um das Jahr 1250 für rund 400 Jahre auf das Geschlecht der Hertenstein über, die erst durch den Tod von Erasmus von Hertenstein 1654 beendet wurde. Im Mittelalter hatte der Inhaber des Territoriums Buonas viele Hoheitsrechte, so die gerichtlichen Kompetenzen, Marktrecht, Wirtshausmonopol, Kirchenpatronatsrecht, Weisungsrechte über Masse und Gerichte, Fischenzen, Oberaufsicht über Waldungen sowie das Einsetzungsrecht auf Mühle und Schifffahrt. 1494 bis 1498 wurde das 1478 abgebrannte Schloss wiedererrichtet. Obwohl die Herrschaft 1656 durch das Abtreten von Katharina von Hertenstein an ihren Ehemann Johann Martin Schwytzer überging, blieben die Inhaber des Patronatsrechts der Kirche von Risch weiterhin bis 1798 Mitglieder der Familie von Hertenstein. Während der Machtausübung der Familie von Hertenstein kam es zu zahlreichen Konflikten mit der Stadt Zug, welche die um Buonas liegende Vogtei Gangolfswil beherrschte. Nach dem Tod von Johann Martin Schwytzer im Jahre 1713 ging die Herrschaft Buonas noch an diverse Familien über, 1782 an zwei Zuger Bürger. Infolge der Revolution 1798 gingen den letzten Besitzern Schloss und Rechte ohne Entschädigung verloren.

#### Vogtei Gangolfswil (1486–1798)

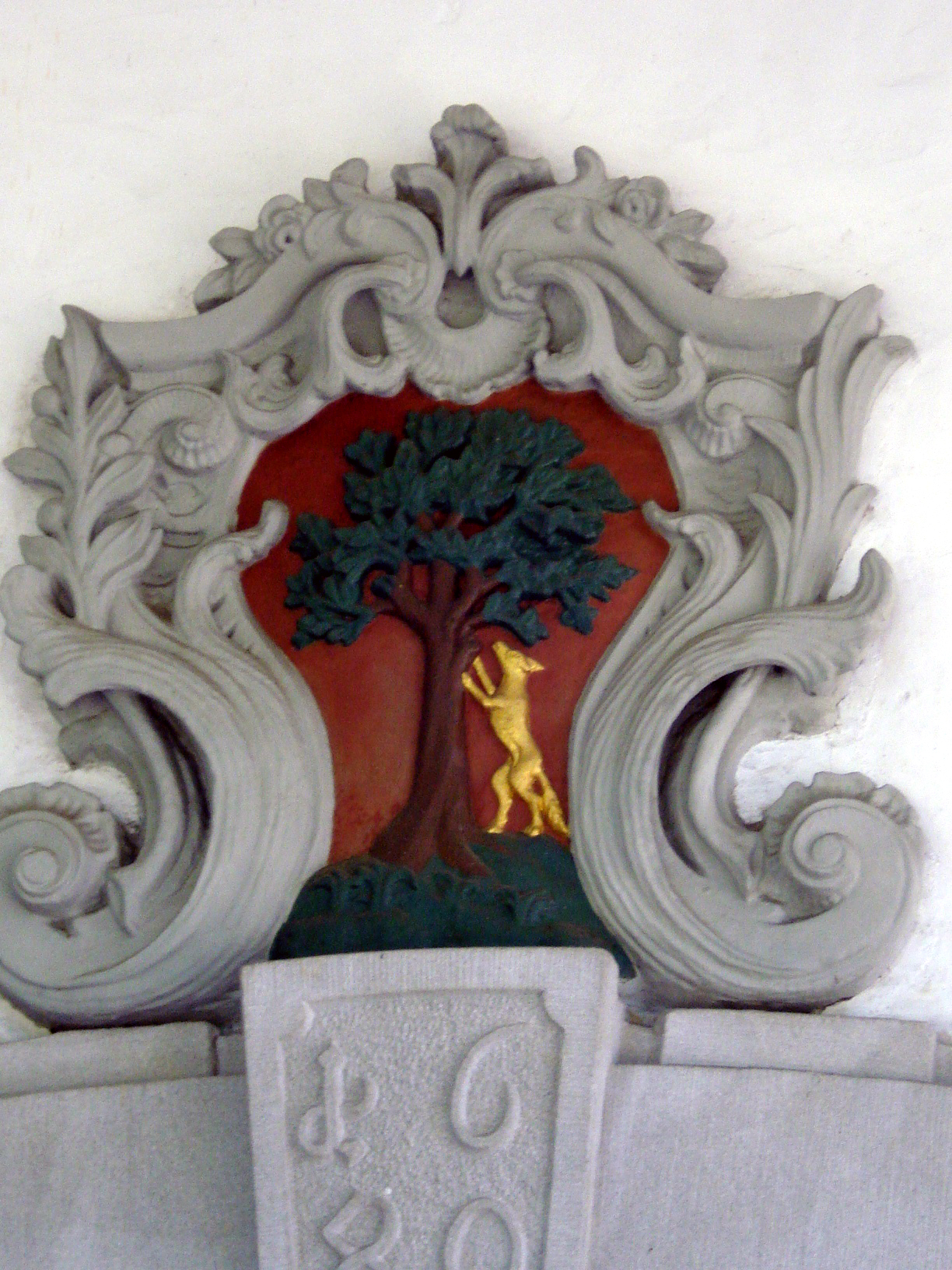
Das Wappen der Vogtei Gangolfswil und später Gemeinde Risch (hier über dem Kircheneingang in Risch)

Die Stadt Zug übernahm 1410 vom Kloster Muri wesentliche Grundrechte in Gangolfswil und kaufte schliesslich am 5. September 1486 den Hof. Somit wurde das Gebiet zur zugerischen Vogtei Gangolfswil. Bis 1592 wechselte jährlich der in Zug lebende Obervogt, ab 1592 bis 1789 zweijährlich, neben ihm stand der Untervogt, der ebenfalls einen entscheidenden Einfluss auf die Verwaltung hatte. Das Gemeindezentrum der Vogtei war im 18. Jahrhundert Holzhäusern, was durch den Bau des ersten Schützen- und Gemeindehauses 1709 zum Ausdruck kam. Die Herrschaft Buonas sowie deren Kollatur Risch konnten nicht unter die Herrschaft der Stadt Zug unterworfen werden.
Erst durch die Französische Revolution und ihrer Idealen von Freiheit, Gleichheit und Brüderlichkeit unter den Menschen wurden auch die Vogteien kurz vor der Konstitution der Helvetischen Republik aufgelöst. Am 7. Februar 1798 richteten die Stabführer, die Ratsherren und die Bürger der Stadt Zug ein Schreiben an die Vogteien, in dem die Zuger Vogteien, also auch die Vogtei Gangolfswil, aufgehoben werden sollten. An einer ausserordentlichen Landsgemeinde vom Sonntag, dem 11. Februar 1798, wurde allen „neu eingesessenen Bürgern“ das Bürgerrecht verliehen und das Untertanenverhältnis in den Zuger Vogteien aufgehoben.

#### Klosterbesitze (bis 1798)
Das Kloster Engelberg verfügte über Streubesitze am Zugersee. Dem Kloster Kappel gehörte das Gebiet südlich des Territorium Buonas bis nach Böschenrot. Dem Stift Fraumünster gehörten Gebiete in Waldeten, die jedoch später an das Kloster Frauental verkauft wurde. Dieses besitzt zusätzlich Gebiete in Waldeten, westlich von denen vom Kloster Fraumünster. Dem Kloster St. Leodegar gehörten Gebiete, westlich deren des Klosters Muri, von Ibikon bis Breiten.
Kloster Muri:
Im Jahre 1027 wurde das Kloster Muri gegründet. Eine erste Blüte durchlebte das Kloster unter dem Abt Luitfrid (1085–1096). Im Jahr 1120 entsandte Muri die ersten Mönche ins Kloster Engelberg. 1114 erhielt das Kloster die niedere Gerichtsbarkeit über die nähere Umgebung zugesprochen, die bis 1798 von einem Ammann ausgeübt wurde. 1159 wurde die Kirche Risch zum ersten Mal urkundlich erwähnt. Das erwarb darüber hinaus durch weitere Vergabungen Streubesitz in Unterwalden, in Gersau und im Elsass auch den Hof Gangolfswil. Das Kloster Muri besass nun den ganzen nördlichen Teil der Gemeinde sowie die Gebiete von Ibikon. Zu ihren Rechten zählte auch das Fischereirecht im Zugersee. Die Einkünfte des Klosters belangen sich auf die Felder und deren Getreide, das von den Bauern angepflanzt wurde. Das Kloster Muri strengte sich an, die Güterbesitzungen zu erhalten. Mit der Übernahme wesentlicher Grundrechte durch die Stadt Zug in Gangolfswil, aber auch durch den Wertverlust der Klostereinnahmen aus der allgemeinen Geldentwertung wird gut erklärbar, wieso das Kloster Muri am 5. September 1486 den Hof Gangolfswil an Amman, Rat und Bürger der Stadt Zug verkaufte. Obwohl nun der Hof Gangolfswil zusammen mit Waldeten, Küntwil und Ibikon die Vogtei Gangolfswil bildeten, blieben die alten mittelalterlichen Grenzen des Hofes Gangolfswil bis ins 21. Jahrhundert in den Pfarreigrenzen zwischen Risch und Meierskappel verewigt.

### Besetzung durch die Franzosen (1798)
In den ersten Märztagen mussten nacheinander Freiburg, Solothurn und Bern vor den französischen Heeren kapitulieren. In den anderen Orten konnte man kaum fassen, das der Vorschritt der Franzosen so rasch vonstattenging. Doch die Bürger wehrten sich nicht. In den Landgemeinden (Ägeri, Menzingen und Baar ZG) wollte man den Kampf aufnehmen. Am 11. April 1798 forderte Frankreich alle noch nicht besetzten Orte auf, sich kampflos zu ergeben und die Einheitsverfassung anzunehmen. Da die Stadt Zug es nicht schaffte, die Landsgemeinde friedlich zusammenzurufen, wollte sich Zug nicht wehren. Erst als die Kantone Schwyz, Uri und Unterwalden in den Kampf zogen, kämpfte Zug mit. Unter den Gefallenen befand sich auch ein Rischer. Nach den Kämpfen mussten Wagen in alle Kloster gebracht werden, um die Schätze nach Paris zu liefern.

### Helvetik und Mediation (1798–1847)
Während der Helvetik (1798–1803) wurde der Name Gemeinde durch das französische Fremdwort Munizipalität ersetzt. Die Munizipalität Risch zählte im Jahre 1798 genau 793 Einwohner, davon waren 200 Aktivbürger. Risch gehörte in den Kanton Waldstätte, dessen Hauptort seit dem Mai 1799 die Stadt Zug war. Erster Präsident der freien Gemeinde Risch war Alois Sidler. Das bis anhin für die Vogtei Gangolfswil geführte Herrschaftswappen ersetzte man durch den Zuger Schild mit dem Querbalken und dem Anfangsbuchstaben der Gemeinde. Später tauchte das Gemeindewappen in verschiedensten Varianten in Verbindung mit oder ohne Luchs auf.
Mit der Mediationsakte von 1803 erhielt die Schweiz wieder die staatspolitische Struktur eines Staatenbundes. Nun bestand der Kanton Zug aus neun Gemeinden, die Sonderstellung der Stadt Zug wurde aufgehoben. Diese Landsgemeinde wurde nun als höchste kantonale Instanz eingesetzt. Munizipalitäten und Gemeindekammern hörten auf. Als gesetzgebende Behörde wurde ein Kantonsrat (le conseil du canton) vorgesehen, der dann Stadt- und Amtsrat genannt wurde. Risch konnte zwei Vertreter in diesen Rat abordnen. Schon während der sogenannten langen Tagsatzung, die den neuen Bundesvertrag schuf, gab sich der Kanton Zug am 5. Herbstmonat 1814 eine neue Kantonsverfassung. Die Rischer bekannten sich am 28. August 1814 eindeutig zum neuen Grundgesetz, das als wesentliches Merkmal den Übergang von der direkten zur repräsentativen Demokratie brachte. Seit der Helvetik versammelte sich die Gemeinde jeweils in Buonas, was durch die Wahl des Wirtes Burkard Meier in den Gemeinderat noch verstärkt wurde.

### Sonderbundskrieg (1847)
In den Republiken des eidgenössischen Staatenbundes prallten nach 1830 konservative und liberale Kräfte aufeinander. Sie ringen um die Macht in den einzelnen Kantonen und um die Gestaltung des Bundes. In den vierziger Jahren steuerten die politischen Gegensätze in der Schweiz auf eine Krise zu. Die Erbitterung der liberalen Minderheit war im Spätjahr 1844 bereits so stark angewachsen, dass diese in Luzern am 8. Dezember einen gewaltsamen Sturz der Regierung versuchte. Der erste Freischarenzug misslang, zahlreiche Liberale mussten in die Nachbarkantone fliehen, so auch nach Zug. Dabei stand das Wirtshaus zum rothen Kreuz bei der konservativen Regierung Luzerns im Ruf, Hort für Luzerner Freischaren und Regimegegner zu sein. Um gegen neue Angriffe geschützt zu sein, schlossen sich im Dezember 1845 die sieben katholisch-konservativen Kantone eine Schutzvereinigung, den Sonderbund. Nach dem Fall von Freiburg am 14. November 1847 ordnete General Dufour seine Truppen für einen Angriff auf Luzern. Nachdem Zug am 21. November kampflos kapitulierte, kam es am 23. November bei Gisikon und Meierskappel zu den entscheidenden Kämpfen zwischen den Sonderbunds- und Tagsatzungstruppen. Das kupierte Gelände der Gemeinde Risch spielte dabei für den Aufmarsch der eidgenössischen Truppen eine ganz entscheidende Rolle.
Beim Angriff auf die Gefechte auf dem Michaelskreuz gruppierte sich die Brigaden Egloff und König in Berchtwil. Um 11 Uhr und 12 Uhr folgte der Vorstoss der Brigade König, die über Rotkreuz und Küntwil angriff. Die Brigade Egloff sollte über Honau und Gisikon angreifen. Bei dem Gefecht von Meierskappel in der Nacht vom 22. auf den 23. November 1847, bei dem nicht sicher war, wo das Gefecht stattfinden würde, und eine Schlacht von Rotkreuz vermutet wurde, blieb die Gemeinde Risch schliesslich grösstenteils verschont. Denn die Brigade Bataillon schaffte es nicht, bis Rotkreuz vorzustossen, sie trafen schon in Meierskappel auf die Feinde. Durch die Kämpfe auf Rischer Boden wurden verschiedene Privatpersonen geschädigt.

### Nach dem Sonderbundskrieg (1848–1908)
In der Zeit nach dem Sonderbundskrieg gab es in der Gemeinde noch einige Probleme. Die Rischer wehrten sich gegen die Kantonsverfassung, die schulischen Verhältnisse in der Gemeinde mussten zu Zerreissproben führen und die Kapellenverantwortung musste, nach dem Tode des alten Kapellenverantwortlichen, Heinrich Ludwig Anton Keiser, neu festgelegt werden. 1823 wurde die dritte Kapelle in der Gemeinde, die Kapelle Holzhäusern, erbaut. Auch dies hatte zur Folge, dass die Stelle des Kaplans gegründet wurde. Im Steuerwesen hatten nun auch die drei oberen Nachbarschaften Ibikon, Küntwil und Stockeri Lasten zu tragen. Die heutige Einteilung von Einwohner-, Bürger- und Kirchengemeinde wurde erst durch die Kantonsverfassung 1873 geschaffen. Zuvor kannte man nur die einheitliche Gemeinde. Da sich nur sehr wenige Nichtbürger niederliessen und die Konfession einheitlich war, wurde eine Unterteilung als nicht notwendig angesehen.
Durch die Französische Revolution wurden viele alte Gepflogenheiten und Privilegien aufgehoben, beispielsweise die Wegsteuern. Doch noch tief bis ins 19. Jahrhundert sind Zollstellen im Kanton Zug zu finden. Von insgesamt 13 Zoll- und Weggeldbüros sind sechs an den Kantonsgrenzen zu finden. Bis zum Bau der Kantonsstrasse 1839/40 lag die Rischer Zollstelle in Berchtwil, danach in dem 1836 neu erbauten Gasthof Kreuz, welcher bis 2011 bestand.
In der Vogtei Gangolfswil und der späteren Gemeinde Risch gab es bis am 5. Mai 1905 ein Fahr (Fähre) über die Reuss bei Berchtwil nach Eien bei Oberrüti.

### Der Wirtschaftliche Aufstieg

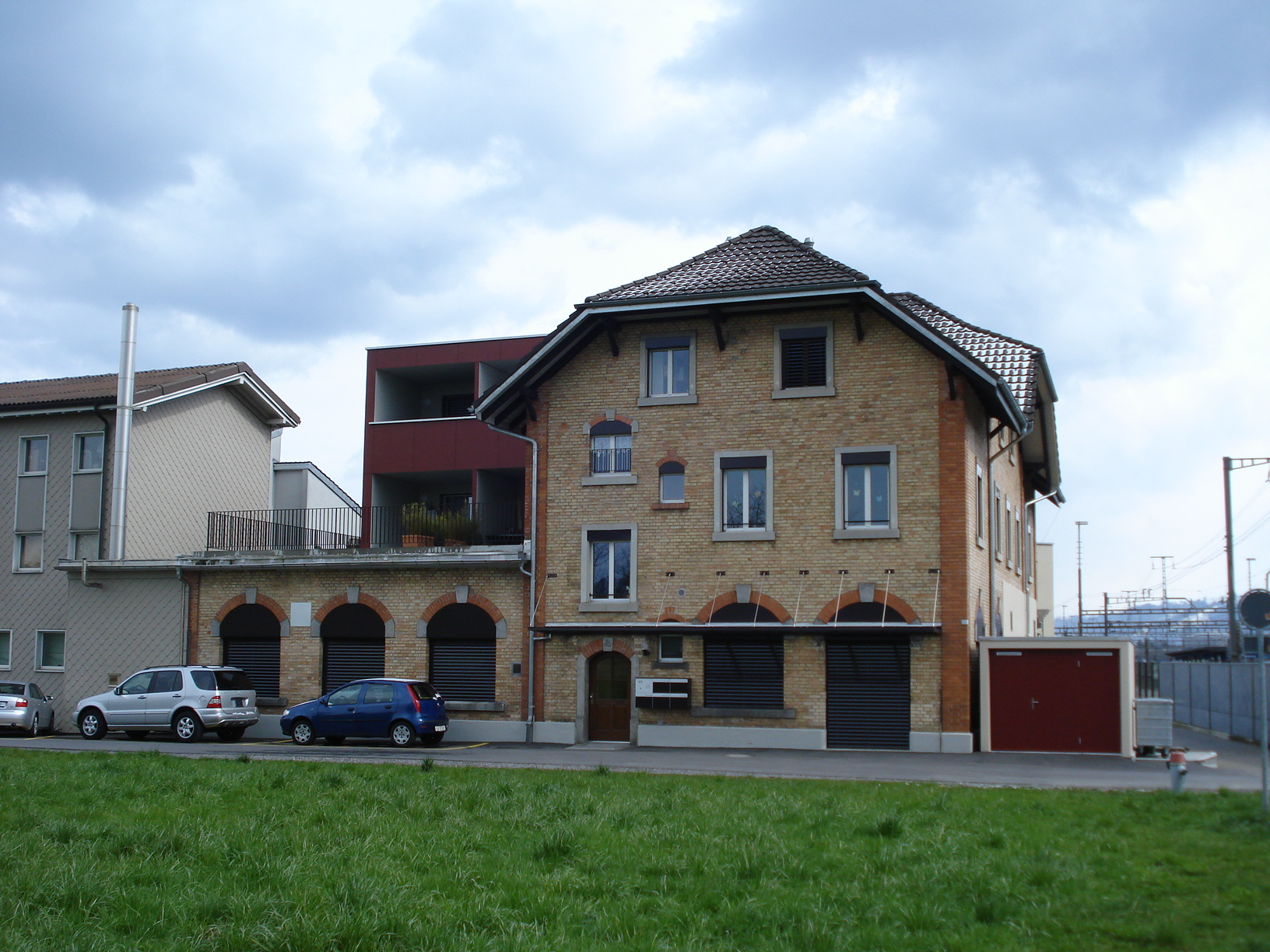
Die 1906 gegründete Milchverwertungsgenossenschaft Risch

Vor 1800 war praktisch jeder Bewohner auf eine Tätigkeit in der Landwirtschaft angewiesen, wovon nur die Müller eine Ausnahme bildeten. In der Vogtei war es schwierig für Handwerker, gegen die Stadtzugerischen Handwerker anzutreten. Erst Anfang des 19. Jahrhunderts sind in der neuen Gemeinde Risch auch andere Berufsleute wie Schmiede, Schreiner, Zimmermänner, Uhrmacher, Seiler, Dachdecker, Metzger und Bäcker tätig. Neue Arbeitsplätze wurden sodann in einer Spinnerei in Oberrisch angeboten. Da trotzdem noch viele Leute Probleme hatten, ein Handwerk zu erlernen, geschweige denn die Werkzeuge zu kaufen, gründete Joseph Anton Abbé 1857 eine Realschule für Bauernsöhne auf Schloß Buonas, in welcher er auch noch eine Buchbinderei, eine Druckerei sowie einen Buchhandel eröffnete. 1862 ging diese Anstalt an den französischen Graf Comar de Paris über.
Erst nach der Eröffnung der Eisenbahnlinie 1864 beginnen sich Gewerbebetriebe in Rotkreuz anzusiedeln. 1874 befindet sich für kurze Zeit eine Ziegelei in Rotkreuz, ab 1895 auch eine Parqueterie-Fabrik, welche 1904 als erstes Gebäude der Gemeinde an das Elektrizitätswerk Rathausen angeschlossen wird. 1906 wird die Milchverwertungsgenossenschaft Risch gegründet, welche 1907 mit dem Bau des Käsereigebäudes beginnt. Ab den 1930er Jahren findet sich in Rotkreuz auch eine Niederlassung der Sauer- und Wasserstoffwerke Luzern sowie des Tierfutterfabrikanten Utro. Einen grossen Fortschritt gab es 1940 mit der Eröffnung der IPSA (Industrie petrolifère SA), welche sich vor allem im Zweiten Weltkrieg zu einer wichtigen Recycling-Industrie entwickelte. Diese Firma extrahierte Kaffeesatz, um daraus Öle für industrielle Zwecke zu gewinnen. Gleichzeitig handelte es sich bei der IPSA auch um die erste Erdölraffinerie der Schweiz. Nachdem die Raffinerie allerdings nach Ägypten verkauft worden war, ging 1962 das Areal in den Besitz des OKK (Oberkriegskommissariat) des Bundes und wurde um acht Grosstanks erweitert. In diesen Tanks ist heute Kerosin für Flugzeuge der Schweizer Armee gelagert.
In der zweiten Hälfte des 20. Jahrhunderts erfolgte der dynamische Ausbau der Region Zug zu einem nationalen und internationalen Finanz- und Handelsplatz, begünstigt durch die Nähe zu Zürich und eine attraktive Steuerpolitik. Die Arbeitsplätze nahmen rasant zu, die Einwohnerzahl stieg markant, der Bauboom brach fast explosionsartig aus. In Risch liess sich bald der erste Pharmakonzern, Roche Diagnostics, mit seinem Schweizer Hauptsitz in Rotkreuz nieder und viele weitere Kleine und mittlere Unternehmen folgten. Mitsamt den anderen zuger Gemeinden stieg Zug an die Spitze der finanzstarken Kantone. Risch war wichtiger Bestandteil des Aufstieg Zugs zum internationalen Finanz- und Handelsplatz. Die Region stellt heute, wie der britische Guardian einst schrieb, eine «Haupthimmelsrichtung der globalen Wirtschaft» dar. Die Zahl der Bevölkerung in der Gemeinde stieg stetig, vor allem in Rotkreuz, weiter an. Durch die Ortsplanung 1970 wurde Rotkreuz offiziell als eigener Ort realisiert, durch den Bau des Gemeindezentrums 1986 neben dem Bahnhof Rotkreuz wurde die Wichtigkeit als Hauptort der Gemeinde gestärkt. In den 1990er Jahren wurde der Golfplatz Holzhäusern eröffnet, grösster Golfplatz der Schweiz, das Projekt zum Bau des Legolandes Schweiz scheiterte. Roche Diagnostics eröffnete im Schlosspark Buonas Anfang der 2000er Jahre ein Fortbildungszentrum und verlegte 2008 seinen internationalen Hauptsitz nach Rotkreuz. 2011 wurde mit dem Roche-Tower das erste, als Hochhaus klassifizierte Gebäude in Risch errichtet und darf sich bis zur Vollendung des Park-Towers in Zug das höchste Gebäude im Kanton Zug nennen. Mit dem Beginn des Baus des Quartiers Langweid 2011 wurde in Rotkreuz das Projekt der grössten autofreien Siedlung der Zentralschweiz gestartet. 2013 verlegte der Pharmakonzern Novartis seinen Hauptsitz ebenfalls hierher. Durch den Bau neuer Überbauungen in Rotkreuz, so unter anderem Lindenmatt, Arkadenhof und Langweid / Suurstoffi (grässtes Autofreies Quartier der Zentralschweiz), wurden neue Wohn- und Gewerbeflächen geschaffen.
Die Dörfer Holzhäusern und Risch entwickelten sich nur langsam, Buonas erlebte durch den Bau neuer Wohngebiete ab den 1980er Jahren einen starken Bevölkerungsanstieg.
Bereits seit 1959 nutzte die Gemeindekanzlei das alte Schulhaus von Rotkreuz, 1986 wurde das erste Rathaus der Gemeinde in der Nähe des 1972 neu erbauten, grösseren Bahnhofs eingeweiht. Durch den Bau des Altersheimes, der Erweiterung der Schule und dem Plan einer neuen, zentralen Überbauung wurde Rotkreuz zum Zentrum der Gemeinde Risch.
Es war 2005 eine Gemeindefusion im Sinne einer Integration der Gemeinde Meierskappel in der Gemeinde Risch integriert werden sollte, geplant, welche jedoch bei der Abstimmung mit 56 % Nein-Stimmen scheiterte. Das Besondere an dieser Fusion wäre der Kantonswechsel der in Luzern liegenden Gemeinde Meierskappel in den Kanton Zug gewesen. Seit 2007 nennt sich die Gemeinde inoffiziell Risch Rotkreuz, 2009 feierte der Ort Risch sein 850-jähriges Bestehen. Ende 2012 wurde die 10‘000-Einwohnergrenze überschritten, jedoch will sich Risch weiterhin Gemeinde nennen.

## Verkehrsentwicklung

Verkehrsnetz in Risch Rotkreuz 2013

### Das Fahr von Buonas
Eines der Privilegien der Herrschaft Buonas war das Fahrrecht. Es durfte niemand über den See fahren als in den Schiffen des Junkers. Es wird vermutet, dass das Fahr Buonas nur für den Personen- und nicht für den Güterverkehr bestimmt war. Dafür spricht die Tatsache, dass bereits für das Jahr 1586 und früher, Taxen für den Personentransport belegbar sind. Auf die Frage, warum das wichtige Fahr in Buonas, und nicht in Risch oder einem anderen Hofe bestand, lässt sich daran beantworten, dass in Buonas alle wichtigen Strassen zusammenliefen und hier ausserdem ein Wirtshaus stand. Dadurch ist Buonas eine Sammelstelle für Reisende geworden, welche von Zug über den See nach Luzern oder umgekehrt reisten. Die älteste Urkunde zum Fahr von Buonas ist aus dem Jahre 1423. 1431 kam es zum Streit zwischen den Herren von Buonas und den Bauern von Zweiern, da letztere ebenfalls ein Fahr errichten wollten. Am eidgenössischen Schiedsgericht wurde dann das Urteil zugunsten der Herren von Buonas ausgesprochen; ein zweites Fahr wurde nicht errichtet. 1782 wurde das Fahr nach jahrhundertelangem Eigentum der Herren von Buonas an einen Privatmann verkauft. Interessanterweise überdauerte das Fahrrecht die Französische Revolution und wurde 1821 und 1836 vom Kantonsrat als Privatrecht anerkannt. Als am 13. Juni 1852 die Dampfschifffahrt auf dem Zugersee eröffnet wurde, wurde von dem damaligen Besitzer ein Landungssteg in Buonas errichtet, welcher auch noch heute hier vorhanden ist. Das Fahrrecht blieb noch bis 1908 erhalten, war aber durch die Verlagerung des Verkehrs auf Strasse und Schiene bedeutungslos geworden.

### Strassenverkehr

#### Strassen im Mittelalter
Die Strassen im Mittelalter waren nichts anderes als Saumpfade, obwohl sie den ehrenvollen Namen Reichsstrassen trugen. Auf diesen Strassen verkehrten Händler aus Nordeuropa nach Südeuropa. Erst in der Wendezeit des 18./19. Jahrhunderts verkehrten auf diesen Strassen statt kleinen Hodlern mit Maultieren auch schwerere Frachtwagen. Neben der Horgenerstrasse, welche von Horgen nach Zug führte, gab es noch eine zweite wichtige Strasse durch das Zugerland. Die Reichsstrasse von Zürich über Knonau - Rumentikon - Drälikon - Berchtwil - Binzrain - Honau - Luzern verlief somit auch durch die Vogtei Gangolfswil. Da sie allerdings weder durch Cham noch durch Zug verkehrte, spielte sie für den internen Verkehr im Zugerland eine weniger wichtige Rolle, anders als für den nationalen Verkehr Zürich - Luzern. Dies zog auch viele Bettler an, welche, wie in zahlreichen Schriften des 15. Jahrhunderts zu lesen ist. Um das Wegnetz zu ergänzen, wurde auch eine Strasse von Buonas über Ibikon (hier stand ein altes Gasthaus) nach Honau gelegt. Durch die geheimen Militärkarten von Hans Conrad Gyger von 1667 sind die einzelnen Wege gut und genau aufzufinden.

#### Strassen im 19. Jahrhundert
Durch die Französische Revolution wurden viele alte Gepflogenheiten und Privilegien aufgehoben, so auch die Wegsteuern. Doch noch tief bis ins 19. Jahrhundert sind Zollstellen im Kanton Zug zu finden. Von insgesamt 13 Zoll- und Weggeldbüros sind sechs an den Kantonsgrenzen zu finden. Bis zum Bau der Kantonsstrasse 1839/40 lag die Rischer Zollstelle in Berchtwil, danach in dem 1836 neu erbauten heutigen Gasthof Kreuz. Mit der Zeit wechselte dieses Zoll- und später Gasthaus seine Besitzer und auch seinen Namen; am 15. Juni ist der neue "Gasthof zum rothen Kreuz" als einziger in die erste von vier Klassen vom Gemeinderat eingestuft.
Das neue Kantonsgesetz vom 4. Januar 1838 hatte eine Signalwirkung. Denn nun wurden alle Strassen im Kanton Zug in zwei Klassen eingeteilt. In der Gemeinde Risch gehörte die Strasse Cham - Honau der ersten Klasse und die Strassen Cham - Buonas - Risch - Böschenrot sowie Buonas - Rotkreuz der zweiten Klasse an. In den darauffolgenden Jahren wurden all diese Strassen erweitert und gepflastert. Durch die Verfassung von 1848 gab es nun keine Sustgebühren, Brükkenzölle und Weggelder mehr. 1858 wurde die Strasse Hünenberg - Holzhäusern und bis 1871 die Strasse Rotkreuz - Meierskappel; letztere wurde als zweitklassige Strasse vom Kanton klassiert. Somit waren nun alle Weiler, abgesehen von Berchtwil, durch welchen vorher die wichtigste Strasse des Kantons verlief, mit dem 1864 erbaute Bahnhof Rotkreuz verbunden. Ab dem 18. Dezember 1886, an welchem ein neues Strassengesetz in Kraft trat, wurde nicht mehr zwischen erst- und zweitklassigen Strasse unterschieden, sondern zwischen Kantons- und Gemeindestrassen. Nun wurden die Strassen (Cham -) Dersbach - Zweiern - Buonas, Rotkreuz - Berchtwil, Risch - Stockeri (- Meierskappel) und Rotkreuz - Küntwil zu Gemeindestrassen erklärt. 1893 folgte dann das erste gemeindliche Strassenreglement.

#### Strassen im 20. Jahrhundert
Durch die zunehmende Motorisierung kam es immer öfter zu Problemen in der Gemeinde, z. B. durch den Bahnübergang in Rotkreuz, welche den Verkehr auf der Kantonsstrasse 14 Stunden lang pro Tag blockierte. Ebenso gab es zahlreiche Unfälle auf der Strasse Rotkreuz - Cham. Nach dem Ersten Weltkrieg, als die Kohlenpreise um das Sechsfache stiegen, erhöhten sich auch die Fahrpreise der SBB. Dadurch wurden immer mehr Güter über die Strasse transportiert. Nach dem Zweiten Weltkrieg, in den 1950/60er Jahren, gab es eine erneute, sprunghafte Zunahme des Strassenverkehrs. Dies hatte nicht nur zur Folge, dass die Hauptstrasse Sihlbrugg - Rotkreuz - Honau asphaltiert wurde, sondern auch dass man sich langsam über eine Umfahrung von Rotkreuz Gedanken machte. Zum ersten Mal kam dieser Gedanke noch vor dem Zweiten Weltkrieg auf, als 1938/39 die Schweizerische Landesausstellung in Zürich und 1939 das eidgenössische Schützenfest in Luzern stattfanden und dadurch viel Verkehr über die verstopfte Hauptstrasse durch Rotkreuz verkehrte. Doch damals blieb alles beim alten. Schon 1959 wurden die Bahnübergänge Buonas und Rüti durch Überführungen ersetzt. In Rotkreuz hingegen ging es noch zehn Jahre länger. Da man der "Rotkreuzer Strassensperre" nun endlich weichen wollte, kam der Gedanke der Umfahrung durch den kantonalen Verkehrsrichtplan Ende 1964 auf. Diese plante eine Umfahrung des Dorfkerns mit einer Brücke über die Bahnlinie und dann mit Anbindung an die alte Hauptstrasse. An der Ortsplanung von 1970, an der auch die Grenzen von Rotkreuz festgelegt wurden (genau so, wie sie heute noch aktuell sind), kam der Gedanke zu einer ergänzenden Ostumfahrung auf. Diese sollte im Industriegebiet beginnen und dann über Waldeten die Küntwilerstrasse kreuzen und dann vor dem Haldenhof enden. Diese Ostumfahrung war auf die Verkehrsbedürfnisse nach Inbetriebnahme der Nationalstrassen ausgerichtet und hätte somit noch für viele Jahre der tatsächlichen Lage keineswegs entsprochen. Durch die Gemeindeversammlung 1968 wurde die 902,55 m lange Westumfahrung bewilligt und im Juli 1969 eröffnet. Nach langen Diskussionen wurde 1982 nach einer Petition das Projekt Ostumfahrung gestrichen.

#### Der Bau der Nationalstrassen
Den entscheidenden Schritt für die grossen Verkehrsprobleme in Rotkreuz und auch die Zukunft der Gemeinde brachte am 8. März 1960 der Bundesentscheid zum Bau der Nationalstrassen. Durch die Gemeinde Risch sollte die Nord-Süd-Achse N4 Schaffhausen - Zürich - Brunnen SZ - N2 sowie die Ost-West-Transversale N14 Rotkreuz - Luzern (N2) verlaufen. Die N4 war als zweite Gotthardzufuhr gedacht und sollte den Verkehr von Süddeutschland über die Axenstrasse nach Italien bringen. Nach langwierigen Verhandlungen über die Linienführung im Kanton Zug konnten in den 1960er Jahren mit den ersten Bauarbeiten begonnen werden. Im Herbst 1974 konnten dann die N4 von Holzhäusern nach Cham und die N14 von Holzhäusern nach Root mit der eindrücklichen Reussbrücke von 415 Metern Länge dem Verkehr freigegeben werden. Diese Autobahn der A4/A14 wurde als Erstklassverbindung eingestuft. Die N4.2 bildete das letzte im Kanton Zug erstellte Autobahnstück dieser Zeit und konnte am 2. Juli 1981 eröffnet werden.

#### Strassen im 21. Jahrhundert
Anfang des 21. Jahrhunderts, durch den Bau des A4-Verbindungsstücks Knonau - Zürich, kam der Gedanke einer Autobahnraststätte "Zugertor" in Rotkreuz auf. Diese würde in Berchtwil liegen und würde gleichzeitig eine zweite Autobahnausfahrt für Rotkreuz bilden. Dieses Projekt wurde jedoch 2007 vom Volk abgelehnt. Eine Raststätte wird voraussichtlich auf dem neuen Autobahnstück bei Knonau gebaut.
Auch heute ist Rotkreuz wieder durch Staus und viel Verkehr geplagt. Da das Industriegebiet an Bedeutung gewann, musste 2008/2009 die Autobahnausfahrt verbessert werden. Nun gibt es an jeder Ausfahrt einen Kreisverkehr; an der Ausfahrt von Zug/Richtung Gotthard wird der Verkehr der Hauptstrasse Zug - Luzern über eine Brücke über den Kreisverkehr gelotst. Ausserdem ist eine andere Ostumfahrung geplant, welche den Ortskern entlasten soll.

### Bahnbau

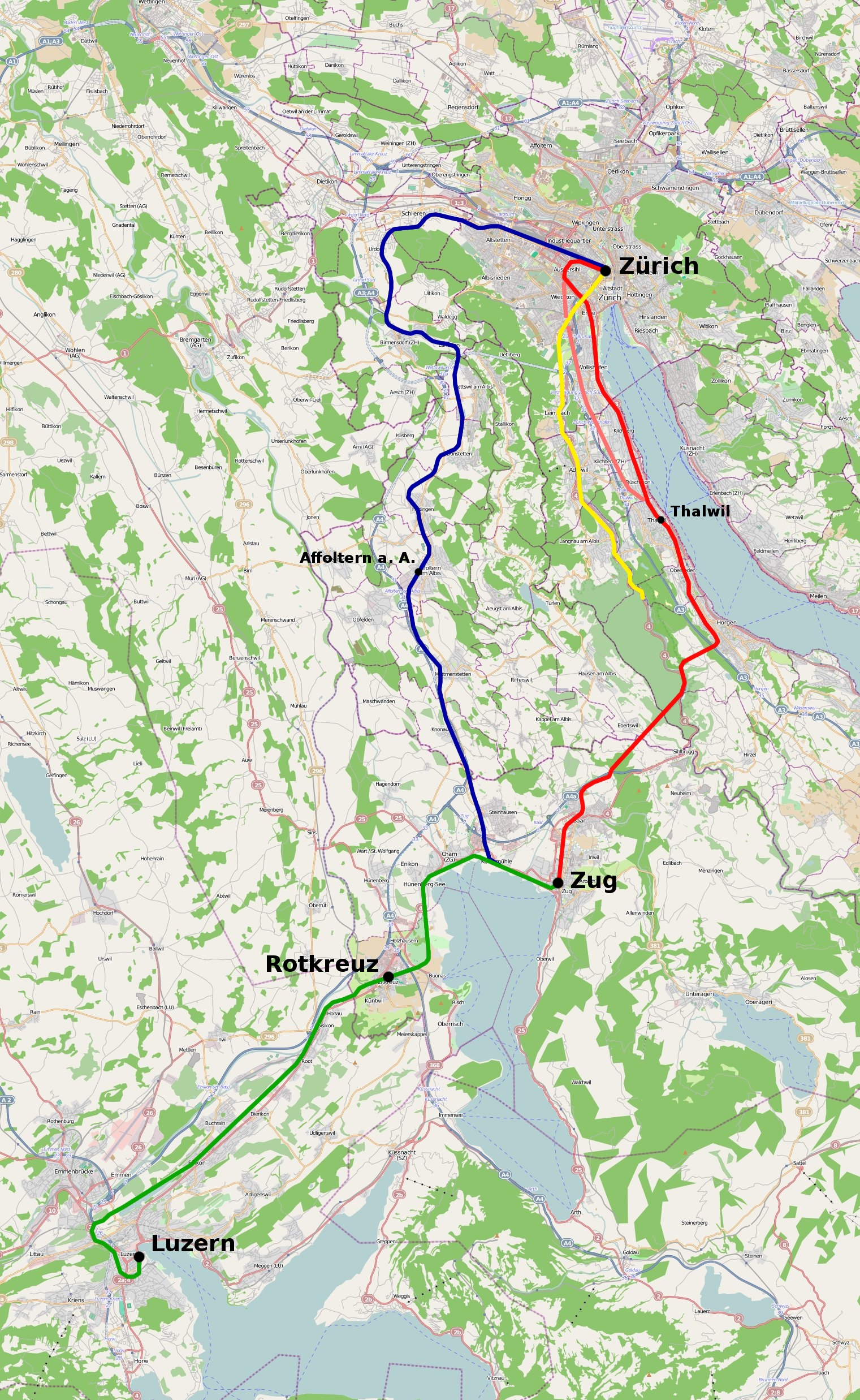
Rotkreuz an der Bahnstrecke Zürich-Luzern

Ende der 1850er Jahre, als Pläne für Bahnlinien zwischen Zürich und Luzern ausgearbeitet wurden, die auch durch Rotkreuz führen sollten, entfachten mehrere Streits über den Platz des Bahnhofes aus. Der einzige Bahnhof in der Gemeinde wurde durch das Projekt der Ost-West-Bahn ausgearbeitet worden und sollte neben der Kantonsstrasse am roten Kreuz seinen Platz finden. Viele Rischer Bürger hätten ihn jedoch lieber in der Rüti gesehen. Nach mehreren Verhandlungen und Abstimmungen im Gemeinderat wurde der erste Bahnhof Ende Mai 1864 in Rotkreuz eröffnet. Durch die Gotthardbahneröffnung 1872, welche von der Schweizerischen Centralbahn geleitet wurde, und dem Bau der Strecke der aargauischen Südbahn von Aarau/Rupperswil am 1. Dezember 1881 kamen immer mehr Reisende aus dem Deutschen Reich, um hier in die Gotthardbahn ins Tessin umzusteigen. Durch die nördlichen Zufahrtslinien zum Gotthard über Zug und Luzern vermutete man, dass Rotkreuz an Bedeutung verlieren würde. Als dann die Gotthardbahn ihren Verkehr über Rotkreuz am 1. Mai 1897 gänzlich einstellte, setzte eine rückläufige Entwicklung bei der Bevölkerungszahl ein.
Am 5. Juni 1925 wurde der Bahnhof Risch/Meierskappel eröffnet, welcher jedoch 2003 wieder geschlossen wurde. 1972 wurde ein grösserer Bahnhof in Rotkreuz eröffnet. Mit diesem 30-Millionen-Projekt hat der Knotenpunkt Rotkreuz als Sammel- und Verteilstelle der Zentralschweiz direkte Verkehrsverbindungen zu den bedeutendsten Rangierbahnhöfen der deutschsprachigen Schweiz und des Tessins.
Durch den Bau der Stadtbahn Zug 2004 wurde der Bahnhof nochmals komplett erneuert und mit elektronischen Bildschirmen im Bahnhof, den Unterführungen und den Bahnsteigen ergänzt. Mit der Eröffnung der Stadtbahn Zug und der S-Bahn Luzern wurde Rotkreuz auch ein wichtiger regionaler Umsteige-Knotenpunkt.

## Schulgeschichte

### Schule von Gangolfswil im Mittelalter
Die Synodaldekrete von Konstanz im Jahre 1567 bestimmten, dass in allen Pfarreien Jugendlehrer tätig sein sollten. Ob diese Bestimmung in der Vogtei Gangolfswil damals auch in Kraft trat, ist nicht bekannt. Im 17. Jahrhundert jedoch weiss man, dass in der Gangolfswil die Schule einem weltlichen Schullehrer unterstellt war, um 1702 sogar einen Schulmeister. Die Lehrer waren jedoch nicht sehr gebildet und hatten sich ihren Beruf in einer Lehre erlernt. In der damaligen Zeit gehörten die meisten Schulmeister zu den ärmsten der Bevölkerung, und so mussten die meisten noch eine zweite Tätigkeit ausüben, da sie von dem verdienten Geld nicht leben konnten. Ab 1726 wurde Schulunterricht in der Allrüti abgehalten, wo später auch eine Wirtschaft geöffnet wurde.

### Pfarreischulen Risch und Holzhäusern im Mittelalter
Im 18. und 19. Jahrhundert wurden die Schüler in Risch durch die Pfarrgemeinde unterrichtet. Ihnen wurden Themen wie das Christentum, die Sittenlehre, das Lesen und Schreiben sowie das Rechnen gelehrt. Schüler aus Risch, Oberrisch, Buonas und Böschenroth besuchten die Schule der Herrschaft Buonas in Risch. Zur Schulgemeinde Holzhäusern gehörten neben Holzhäusern selbst auch die anderen Weiler der Vogtei Gangolfswil Berchtwil, Allrüti, Alznach und Dersbach. In Holzhäusern wurden in 7 Klassen rund 50 Kinder unterrichtet. Unterricht war der gleiche wie in Risch, allerdings nach der Anleitung der Normalschule von St. Urban. Die Schülerzahl von 10 % der damaligen Bevölkerung war ausserordentlich selten hoch, da die meisten Bauern lesen und schreiben wollten und dafür auch mit allen Mitteln für ein gutes Schulgeld bezahlten. Am 10. März 1803 wurde die helvetische Staatsordnung durch die Mediationsverfassung verdrängt. Dadurch wurde im Kanton Zug ein neuer Schulplan erstellt.

### Gemeindliche Schulen Risch und Holzhäusern
Schon 1771 wurde eine Schule in Holzhäusern durch den damaligen Kaplan P. O. Suter eröffnet; 1798 eine Schule in Risch durch den Pfarrer Bernhard Hildebrand. In den 1840er bewegte sich die Schülerzahl in Risch zwischen 60 und 75. Da durch das neue kantonale Schulgesetz von 1849, ein Jahr nach der Gründung der Gemeinde Risch, eine maximale Klassengrösse von 60 festgelegt wurde, musste die Schule Risch in eine Ober- und Unterschule geteilt werden, welche weiterhin im Kollaturgebäude stattfand. Da die Klassen immer grösser wurden, und man neue Lehrer benötigte, wurden die Ordensschwestern von Menzingen nach Risch beordert. Um 1905 wurde Ober- und Unterschule von Lehrerschwestern unterrichtet.
Aufgrund der grossen Nachfrage nach dem Erlernen des Handwerks wurde 1856 eine Realschule auf Schloss Buonas eingerichtet durch Abbé Joseph Bruhin. Da der Schuldienst in Holzhäusern schlecht lief, wollte man die beiden Schulen zu einer vereinen, was jedoch vom Volk abgelehnt wurde. Da aus Geldmängeln der Schulunterricht in einem Keller abgehalten werden musste und sich dies als ungesund erwies, wurde ein Anbau am Kaplanenhaus Holzhäusern vorgenommen. 1888 wollte die Gemeinde die Schule Holzhäusern noch einmal schliessen, was allerdings wiederum vom Volk nicht gutgeheißen wurde. Erst 1910 wurde das neue Schulhaus Holzhäusern erbaut, welches auch heute noch in Betrieb ist. 1923 wurde auch in Holzhäusern der Schulunterricht in zwei Abteilungen geteilt. Am 5. Mai 1957 wird in Risch das neue Schulhaus eröffnet, in welchem auch noch heute unterrichtet wird.
1863 wird der Turnunterricht in den Schulen eingeführt, 1881 findet ein Schultheater im Knaben-Schullokal in Risch statt. Die Menzinger Schwestern verlassen die Gemeinde Risch 1960.

### Schule Rotkreuz

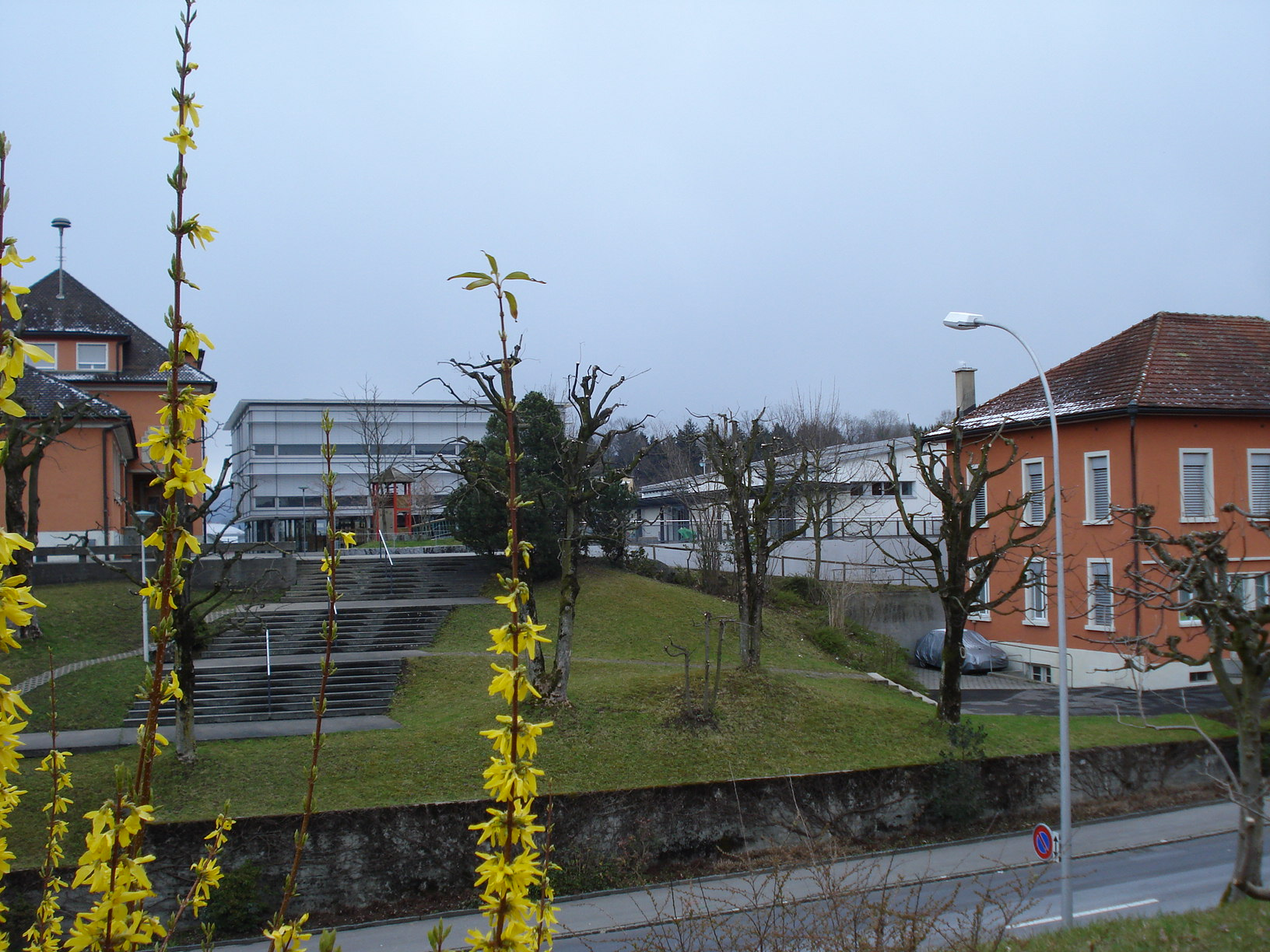
Blick auf einen Teil der Schulanlage: Links das Schulhaus 1 mit Gymnastikhalle, in der Mitte links Schulhaus 5, in der Mitte rechts das Schulhaus 2 und ganz rechts das erste Schulhaus Rotkreuz, heute Ludothek

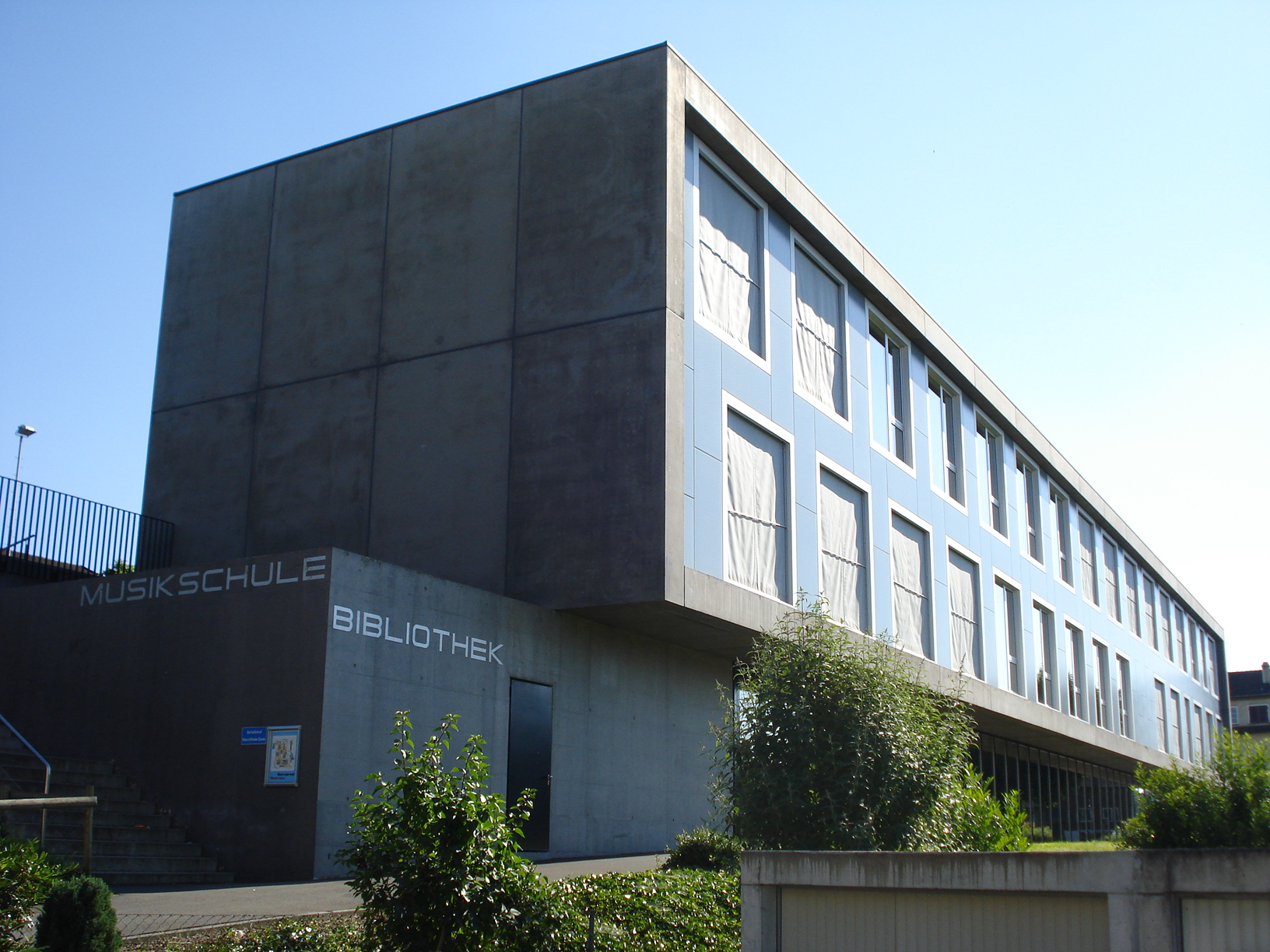
Die Musikschule Rotkreuz mit Bibliothek

Die drei "oberen Nachbarschaften" Küntwil, Ibikon und Stockeri besuchten die Schule in Meierskappel. Nach einem Schulstreit 1866–1871 und der Gründung einer Genossenschaft der drei oberen Nachbarschaften wurde am 27. Oktober 1879 im Rotkreuzhof eine Schule eingerichtet. Anfangs wurde dieser Schulunterricht von 51 Schülern besucht. Da auch in Rotkreuz die Schülerzahl stetig stieg, war die Nachfrage nach neuen Räumlichkeiten gross. Aus diesem Grunde wurde eine Schulhausbaukommission gebildet, welche eine Zentralisierung aller Schulen der Gemeinde zu einer Schule in Buonas vorsah. Durch die Abstimmung des Volkes kam dies nicht zustande und schon zwei Jahre später, am 8. November 1883 wurde das erste, echte Schulhaus der Gemeinde in der Meierskappelerstrasse, gegenüber der Kirche, eröffnet. Der Unterricht, welcher bisher katholisch abgehalten wurde, wird nun durch reformierten Religionsunterricht unterrichtet. Der Unterricht wird ab 1920 in drei Abteilungen gehalten. 1933 wurde die Schule Rotkreuz durch das Schulhaus 1 mit Turnhalle in zurückgehaltener Moderne von Emil Weber erweitert. 1946 wird die Sekundarschule in Rotkreuz eröffnet. Die Rotkreuzer Schulanlage wird ergänzt durch das Schulhaus 3 sowie einen Singsaal von Paul Weber, welche auch die zwei anschliessend erbauten Schulhäuser entwarf. 1962 wird in Rotkreuz die Abschlussklasse (Realschule) eingeführt (später Werkschule), darauf hin das Schulhaus 2 zwei Jahre später eröffnet. Ab 1967 wird zusätzlich eine Hilfsklasse geführt welche 1969 als erste in ein Skilager geht. 1970 wird ausserdem der logopädische Dienst eingeführt sowie die 3. Sekundarklasse in Rotkreuz statt vorher in Cham abgehalten. Diese Oberstufe mit Hilfsschule wird ab 1974 auch von den Kindern aus Meierskappel besucht. Da nun immer mehr Schüler die Schule Rotkreuz besuchen, wird 1974 ausserdem das Schulhaus 4 mit Turnhalle eröffnet, welches anfangs als Oberstufenschulhaus genutzt wird. 1975 wird die Schulpräfektur in das Schulrektorat der Schulen Risch-Rotkreuz umgewandelt; erster Rektor wird Richard Hediger. Aufgrund der grossen Nachfrage wurden ab 1976 alle Oberstufenkurse doppelt geführt, ausserdem wurde die gemeindliche Musikschule eröffnet. 1979 wurde der private Kindergartenverein aufgelöst, der Kindergarten wird von der Gemeinde geführt. Im selben Jahr wurde die 3. Realklasse in Rotkreuz eingeführt, ein Jahr später mussten einzelne Primarklassen dreifach geführt werden. 1983 wurde die Einführungsklasse eröffnet, welche es auch noch heute unter dem Namen Kleinklasse gibt. 1987 wurde von den Architekten Hans Peter Ammann und Peter Baumann die Oberstufenschulanlage Waldegg eröffnet, welche hinter der Primarschule an der Waldeggstrasse liegt und aus drei nüchternen, am Hang abgestuften, Schultrakten mit Schulzimmern, Küche, Bibliothek sowie einer Dreifachturnhalle besteht. 1998 wurde der Singsaal, welcher aus einem eigenen Gebäude bestand, zum Schulhaus 5 ausgebaut und aufgestockt. Da die Musikschule auch die Räumlichkeiten der Primarschule und des Rathauses benützte und somit im ganzen Dorf verteilt war, wurde 2003 die neue Musikschule mit der Schul- und Gemeindebibliothek am nördlichen Ende der Schulanlage eröffnet (Letztere befand sich zuvor im Oberstufenschulhaus). Die Musikschule wurde von den Architekten Monika und Martin Jauch-Stolz entworfen und besteht aus einem dunklen Betonmantel, welcher das eigentliche Gebäude umgibt. Ein Nachteil der neuen Musikschule ist, dass nun die Schülerinnen und Schüler nicht mehr zusammen im Saal Dorfmatt, sondern einzeln in der Aula der Musikschule auftreten können. Mit dem gleichen Bauprinzip erbauten diese Architekten auch das neue Kindergartengebäude mit Rektorat am südlichen Ende der Schulanlage. Das Rektorat befand sich zuvor im ersten Schulhaus von Rotkreuz, welches von 1959 bis 1986 als Gemeindekanzlei genutzt wurde. In diesem Schulhaus ist ab 2009 eine Mediothek geplant. 2004 wurde die Werkschule abgeschafft und die Schüler, welche nun in die Realschule gehen, durch einen Logopäden betreut. 2007 musste die sogenannte Sarnahalle aufgrund von Einsturzgefahr geschlossen werden, daraufhin wurde 2008 im Sportpark Rotkreuz die Sporthalle Dorfmatt eröffnet. Anfangs 2008 wurde die Schule aufgrund einer Amokdrohung in Schrecken versetzt. Schlussendlich war es allerdings nur ein Schülerstreich. In 130 wuchs die Schülerzahl in Rotkreuz von 50 auf 1000 Schüler an.

## Feuerwehr

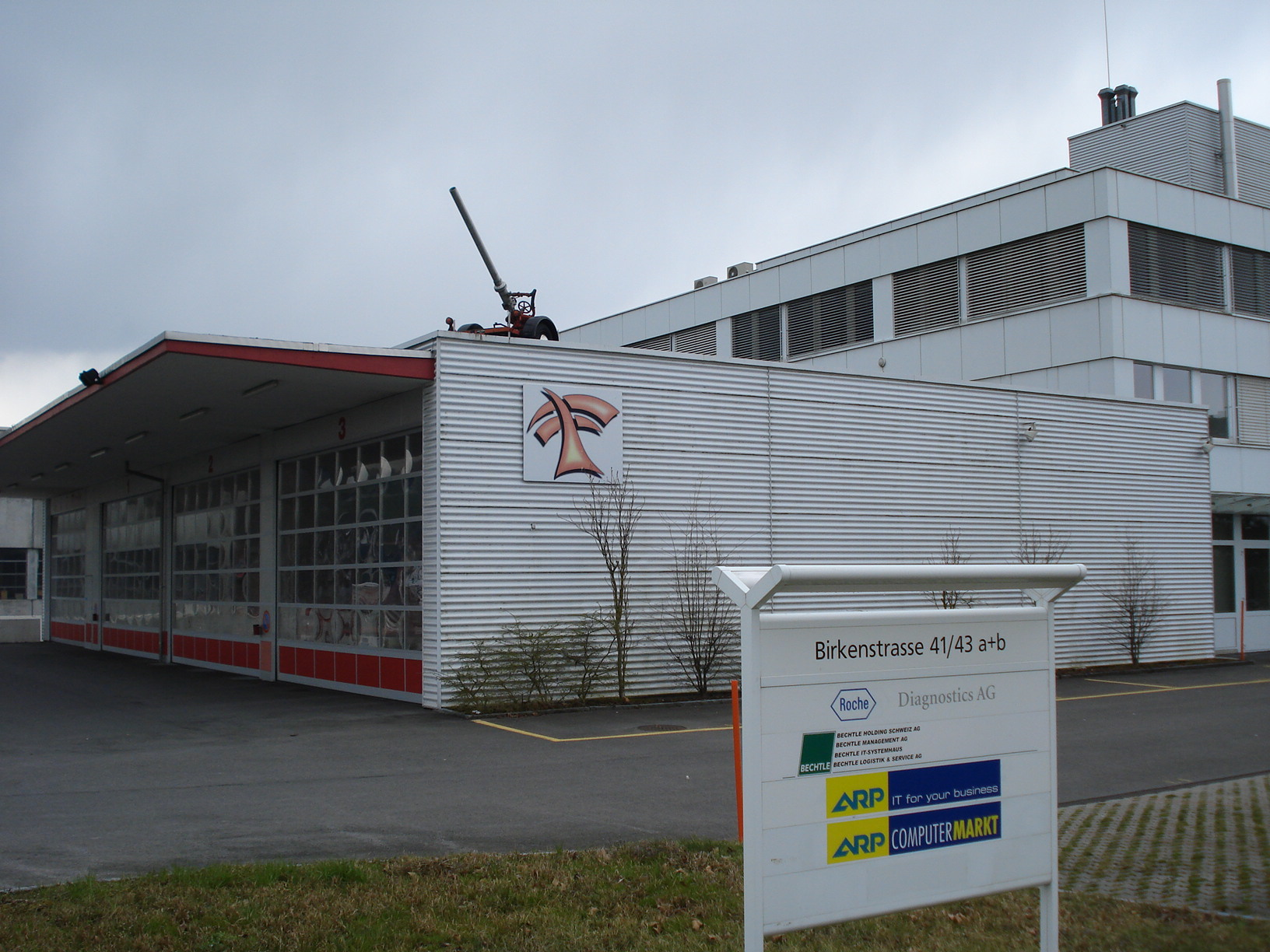
Das neue Feuerwehrhaus

Schon zu Beginn des 19. Jahrhunderts, am 16. Januar 1809, noch vor der Gründung der Kantonalen Brandschutzversicherung stellte man eine Feuerschau-Kommission zusammen, welche in allen Gebäuden die Sicherheitsvorkehrungen untersuchten, um Brände zu vermeiden. Allerdings war das eigentliche Löschwesen noch in den Kinderschuhen. Obwohl 1813 ein schwerer Brand im "Neuhaus" war, wurden die Löschvorrichtungen erst 1836 erneuert. Im selben Jahr brach eine Viehseuche in der Gemeinde aus, wodurch die Feuerwehr einen der grössten Einsätze dieser Zeit hatte. 1839 wurde durch den Gemeinderat ein Feuerrat bestimmt, in welchem die Feuerwehr besser ausgerüstet wurde. Sie bestand nun aus einem Spritzen-, einem Wasserdrücker-, einem Wasserträger- und einem Wasserschöpferkorps. Der Feuerwehrhauptmann wurde mit einer Armbinde mit Kreuz und einem R gekennzeichnet. 1863 wurde aufgrund mangelnder Einrichtungen eine neue Löschordnung vorgelegt. In den Jahren 1875 bis 1900 kam es in der Gemeinde zu einer "Brandepidemie", da die Feuerwehr oftmals aufgrund Häuser- und Scheunenbränden ausrücken musste. Noch bis 1911 musste die Feuerwehr mit vielen Tiefschlägen rechnen, danach ging es allerdings wieder Bergauf. Einen grossen Fortschritt machte die Feuerwehr durch die Anschliessung der Gemeinde an das Elektrizitätswerk Rathausen. 1956 wurde das Depot in Holzhäusern, 1959 jenes in Risch und 1967 jenes in Rotkreuz bezogen, wobei jenes in Rotkreuz durch eine Übungshalle, der sogenannten Sarnahalle ergänzt wurde. Diese Turnhalle wurde 2008 aufgrund Einsturzgefahr abgerissen, das Feuerwehrdepot ist heute Werkhof der Gemeinde. 1998 wurde das neue Feuerwehrhaus in der Birkenstrasse eröffnet.

## Armenwesen
Im 18. Jahrhundert war das Armenwesen eine Sache der Kirche. In den folgenden Jahrzehnten wurde das Armenwesen allerdings immer mehr von der Gemeinde gestützt. 1828 wurde in Holzhäusern, im heutigen Bürgerhof der Bürgergemeinde, ein Armen- und Waisenhaus eröffnet. 1889 übernahmen die Schwestern von Menzigen das Armenwesen.

## Postwesen

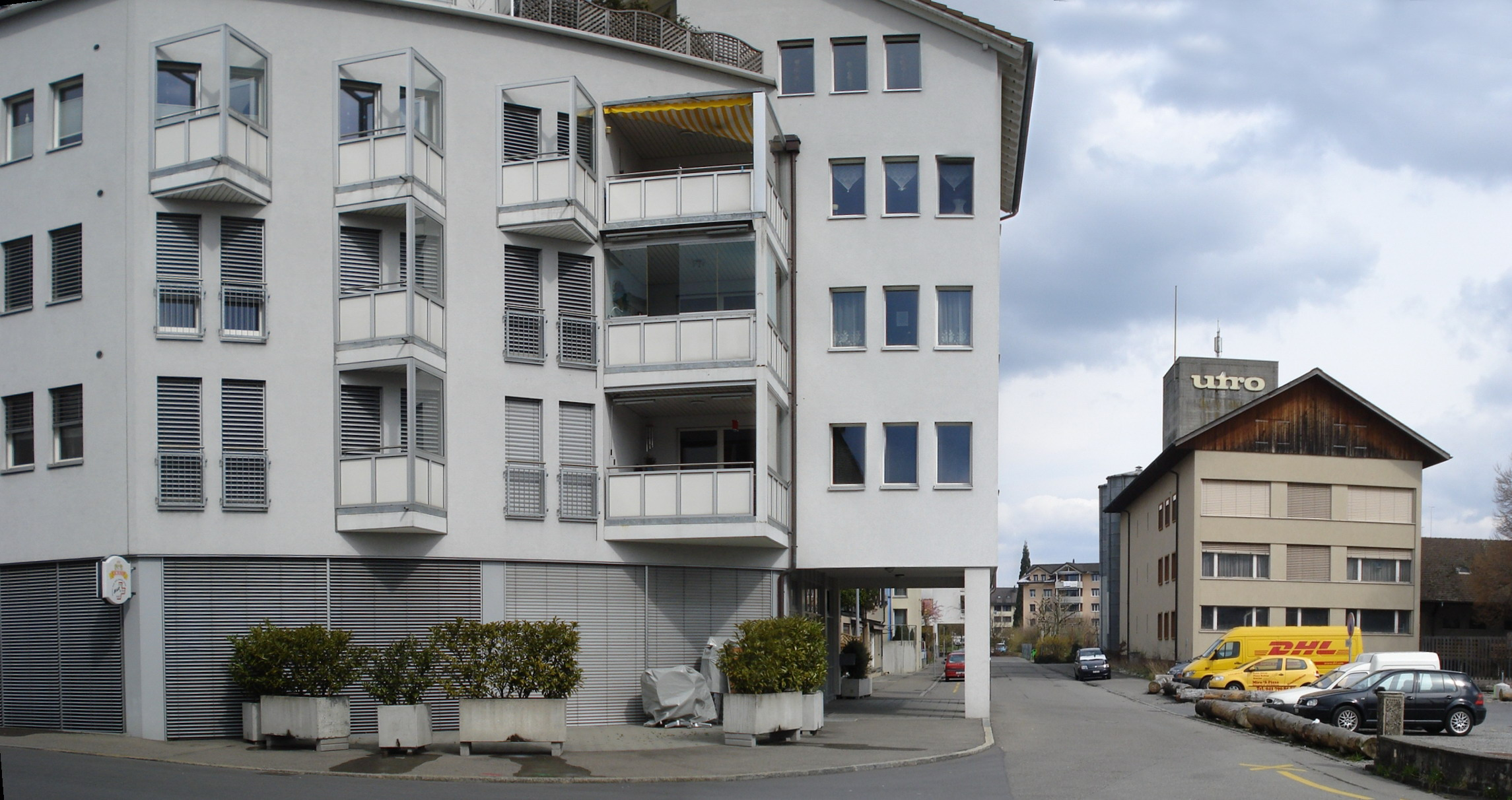
Links der ehemalige Standort der alten Post und später Zuger Kantonalbank; die Post von 1958 war links (nicht im Bild)

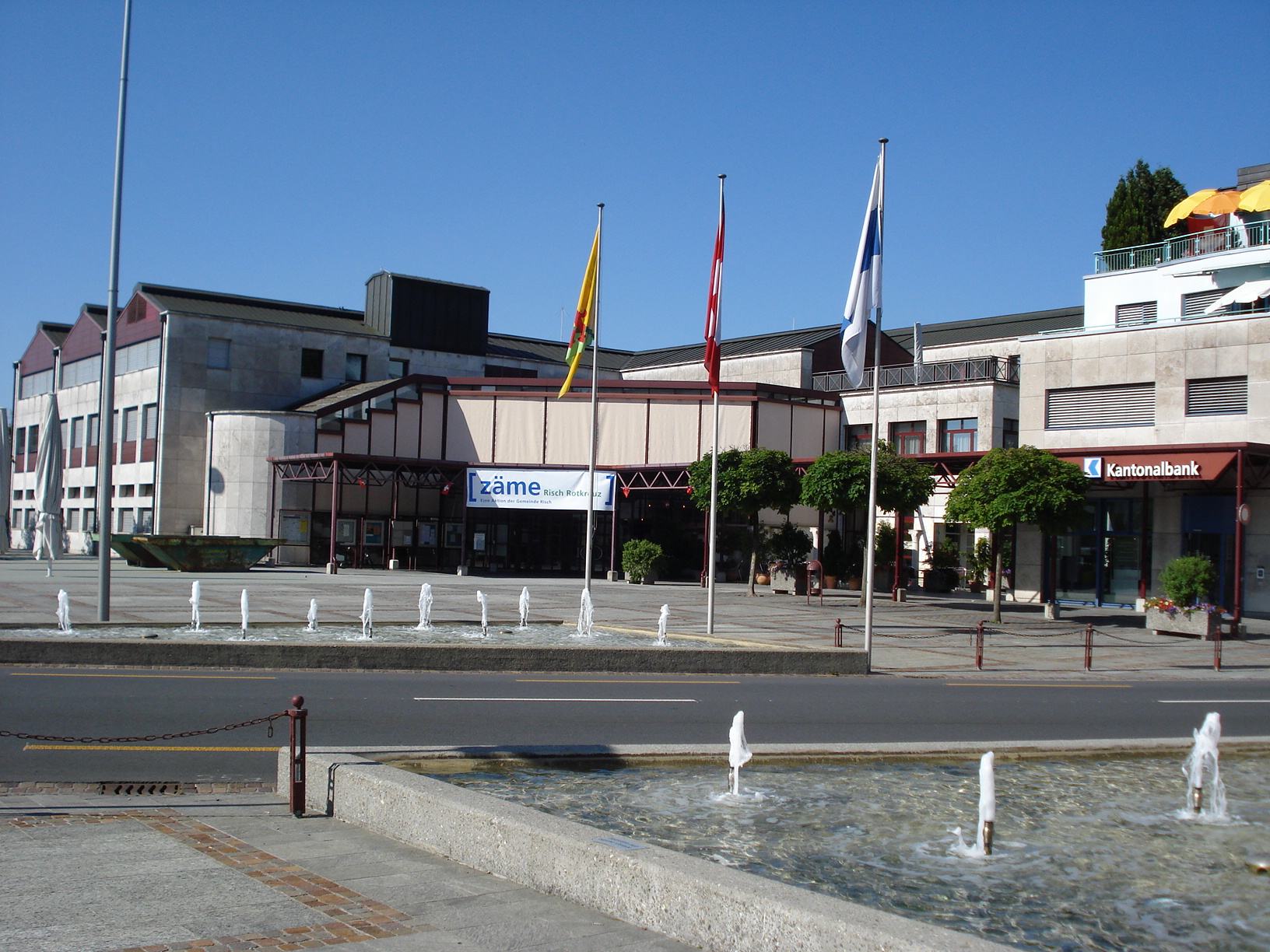
Rechts die neue Zuger Kantonalbank, hinter ihr (nicht im Bild) die neue Post

In der Alten Eidgenossenschaft wurde der Postdienst von jedem Kanton einzeln erledigt. In der Helvetik macht den Postdienst zum Staatsregal; das schweizerische Territorium wurde in fünf Kreise eingeteilt und Zug wurde zu Zürich gegliedert. Durch die Mediation 1803–1848 wurde das Postwesen wieder von jedem Kanton einzeln verwaltet. Doch diese Verwaltung brachte viele Nachteile: Ein Brief von Appenzell nach Zug zum Beispiel benötigte einen Sechstel der Zeit wie ein Brief nach Ostindien, fünf Tage. Da der Postverkehr von Luzern nach Zug über Gisikon - Sins - Cham statt Gisikon - Berchtwil - Cham verlief, hatte die Gemeinde bis 1848 keine eigene Postablage. Von 1848 bis 1867 befand sich die Rischer Poststelle im Gasthaus Engel in Holzhäusern, danach im ehemaligen Zollhaus und nun Wirtshaus Rothkreuz, obwohl vorerst der Name Holzhäusern behalten wurde. Die Lage der Poststelle wirkte sich auch auf die Diskussionen der Lage des Bahnhofs aus. Durch die Eröffnung der Aargauischen Südbahn erhielt am 1. Dezember 1881 die Postablage den geographisch richtigen Namen "Rothkreuz". Dies war ein wichtiger Schritt zum Entstehen des neuen Dorfes Rotkreuz. Da sich nun in Rotkreuz die Bahnlinien Luzern - Zürich und Aarau - Rotkreuz trafen, benötigte man einen Packer, welcher in der Postumladestelle im Bahnhof arbeitete. Durch die Eröffnung der Gotthardbahn 1882 wurde ein zweiter Packer benötigt. Da man nun im Gasthaus Rothkreuz zu wenig Platz für das Postwesen hatte, wurde 1883 auf der anderen Seite der Bahnlinie ein eigenes Postgebäude mit Postbureau erstellt, in welchem sich ab 1884 auch eine Telegraphenstation befand. Der Postverkehr stieg immer stärker an, sodass ein dritter Packer benötigt wurde. Der Postverkehr war so stark, dass Extrazüge Rotkreuz - Zürich - Rotkreuz eingesetzt werden mussten. Erst durch den Bau der Gotthardbahnzufahrt Luzern - Immensee 1897 ging der Postverkehr in Rotkreuz zurück. Ab 1900 wurden alle Briefe von Briefträgern ausgetragen, was allerdings im Ersten Weltkrieg wieder reduziert wurde.
Nachdem in Rotkreuz 1896 zwei Telefone eingerichtet wurden, welche 1899 an die Zentrale in Zug angeschlossen wurden, wurde in Rotkreuz ebenfalls eine Telefonzentrale eröffnet, welche sich im damaligen Schulhaus befand. 1926, als das Postgebäude erweitert wurde, kam nun auch die Telefonzentrale hier unter. Ein Jahr zuvor, 1925, wurden die Kurse der Postkutschenfahrt Rotkreuz - Meierskappel eingestellt, da der neue Bahnhof Risch/Meierskappel eröffnet wurde. Für die PTT kam ein Kauf es Postgebäudes nicht in Frage, da das Lokal viel zu klein war. Die beste Lage wäre direkt am alten Bahnhof gewesen, was man jedoch aufgrund der hohen Bodenpreise nicht erfüllen konnte. Stattdessen wurde ein neues, grösseres Postgebäude 1958 neben dem alten erbaut; die alte Post wurde an die Zuger Kantonalbank verkauft. Letztere riss die alte Post 1959 ab und erstellte ein Bankgebäude, welches 1960 bezogen werden konnte. Das neue Postgebäude von 1958 war ein Unternehmerbau. Erst 1963 ging dieses PTT-Gebäude an die Schweizerische Genossenschaft über. 1997, durch den Bau des Gebäudes neben dem Rathaus im Zentrum Dorfmatt, zogen Post und ZKB ins Dorfzentrum. Das Postgebäude von 1958 und das Bankgebäude von 1960 wurden im Jahre 1999 abgerissen und durch einen modernen Wohnblock ersetzt. Die "Poststrasse" und das Café "zur alten Post" erinnern noch an vergangene Tage.

## Herkunft verschiedener Ortsnamen
In der am 28. März 1159 von Papst Hadrian IV. im Lateran in Rom ausgestellten Urkunde, worin das Kloster Muri unter den Schutz des Papstes gestellt wird, wird die Kirche in Rishe erstmals urkundlich erwähnt. Weitere, in Urkunden genannte Namen sind beispielsweise Riske, Rixa, Rysche, Rischse oder Rischs. Schon der älteste Beleg zeigt die Aussprache mit einem langen i, wie es auch heute noch ausgesprochen wird. Nach dem Wörterbuch von Weigand bedeutet Risch eine Sumpfbinse, scripus lacustris, welche in Ried, Sumpfland und Rodung übertragen werden kann. Diese sind am unteren Kirchberg wiederzufinden. Aufgrund der wichtigen Pfarrei Risch wurde dieser Name 1798 für die neu gebildete Gemeinde verwendet. Die Aussprache des Namens in phonetischer Lautschrift lautet [ˈʀiʃ].
Das Gebiet von Rotkreuz, das bis ins 17. Jahrhundert Rotrüti hiess, ist ebenfalls nach einer Pflanze benannt. Wie Böschenrot befindet sich im Wort Rotrüti das althochdeutsche Wort riotto, das so viel wie Schilfrohr bedeutet. Dieses Schilf geht noch auf die Zeiten des Sees von Rotkreuz zurück, der Zugersee noch bis Rotkreuz reichte. Da der Boden von Rotrüti oftmals stark bewaldet war, findet man das Teilwort -rüti im Namen. 1685 erwies sich die Rotrüti in zwei Teile aufgeteilt, was auch das Verschwinden des Flurnamens erklärt. Auf dem südlichen Teil der Rotrüti stand ein urkundlich ab etwa 1610 nachweisbares Kreuz. Dies stand früher auf der Fortsetzung des Moränenhügels, worauf sich heute die reformierte Kirche befindet. Nach diesem roten Kreuz wurde 1840 der Bauernhof Rotkreuzhof und 1864 der neue Bahnhof 1864 benannt. Anfang des 20. Jahrhunderts wurde noch häufig von beim roten Kreuz gesprochen. Erst durch die Zonenplanung 1970 wurde die heutige Grösse von Rotkreuz bestimmt.
Aber auch andere Orts- und Flurnamen sind nach Pflanzen oder Pflanzenähnlichen Dingen benannt. Die Binzmühle beispielsweise wurde nach den an diesem Ort auffindbare Binsen benannt. Buonas ist nach der Landzunge (Nase) benannt, die von Buchen bewachsen ist, also Buchennase. Waldeten hingegen, bei dem man eine Herkunft eines Waldes vermutet, ist nach dem Altdeutschen Namen Waltrat benannt, wie die Acta Murensia von 1100 beweisen.